# حمام امام قیس
حمام امام قیس مربوط به دوره قاجار است و در شهرستان بروجن، بخش گندمان، دهستان دوراهان، روستای امام قیس واقع شده و این اثر در تاریخ ۷ خرداد ۱۳۸۷ با شمارهٔ ثبت ۲۲۹۴۹ به‌عنوان یکی از آثار ملی ایران به ثبت رسیده است.